# Fugou
Fugou  (en chino, 扶沟县; pinyin, Fúgōu; Wade-Giles, fu kou) es un condado  bajo la administración directa de la Prefectura Zhoukou en la Provincia de Henan, República Popular China.  Su área es de 1163 km² y su población total para 2020 superó los 550 mil habitantes. 

## Administración
A julio de 202, el  Condado Fugou  se divide en 16 pueblos  administrados en 2 subdistritos, 8 poblados,  y 6 villas.

## Toponimia
El topónimo Fugou [/fu-kóu/] se compone de los sinogramas Fu (nombre propio) y Gou (zanja).
En el año 196 durante la dinastía Han se fundó el Condado Fugou. Según los Comentario sobre los Clásicos del Agua (水经注) dice; Había una torre o pabellón llamado Fu y un canal del río Wei por ahí pasa, de ahí el nombre Fugou, literalmente 'Canal Fu'.